# Луки (Полтавская область)
Луки (укр. Луки) — село,
Мгарский сельский совет,
Лубенский район,
Полтавская область,
Украина.
Код КОАТУУ — 5322884603. Население по переписи 2001 года составляло 262 человека.

## Географическое положение
Село Луки находится на правом берегу реки Удай, которая через 1,5 км впадает в реку Сула,
выше по течению на расстоянии в 1 км расположено село Тишки,
на противоположном берегу — село Висачки.

## Экономика
- Молочно-товарная ферма.

## Известные уроженцы и жители
- Сирик, Дмитрий Иванович (1922—1944) — советский офицер-танкист, Герой Советского Союза (1944, посмертно).